# Take Off (EP)
Pour les articles homonymes, voir Take Off.
Albums de WayV
The Vision
(2019) Take Over the Moon
(2019)
Singles
1. Take Off
Sortie : 9 mai 2019

Take Off est le premier EP du boys band chinois WayV, sorti le 9 mai 2019 sous Label V et SM Entertainment, avec un single principal du même nom. Composé de trois chansons précédemment sorties et de trois nouvelles chansons, on compte sur la participation d'auteurs-compositeurs et d'équipes de production, telles que The Stereotypes, LDN Noise, Yoo Young-jin, et bien d'autres. À sa sortie, l'EP a pris la septième place du Billboard World Albums Chart et s'est classé numéro un dans le Top Album Chart d'iTunes dans 30 régions. Le single, quant à lui, a figuré en tête du QQ Music Popularity Real-time Chart.

## Contexte et sortie
Après la sortie de leur premier single The Vision en janvier dernier, WayV a commencé à publier des images d'accroche, des teasers vidéo promotionnels et un teaser vidéo musical pour leur premier EP à venir. Le mini-album est composé de trois chansons précédemment sorties et de trois nouvelles chansons, incluant la chanson titre "Take Off". Il a été publié dans un premier temps en digital sur diverses plate-formes de téléchargement par Label V et SM Entertainment le 9 mai 2019 tandis que l'album physique est sorti le 15 mai sur le site de vente en ligne chinois Dangdang. 
Le groupe a également mise en ligne un clip-vidéo filmé par eux-mêmes pour le titre "爱不释手 (Let me love u)" le 13 juin. 

## Single
Le morceau principal "无翼而飞 (Take Off)" est décrite comme une piste "du genre de danse urbaine qui contient de puissants sons de batterie trap et une ligne de basse de club entraînante" qui se brise dans une section de hard-rock vers la fin. Il est accompagné d'un clip-vidéo qui se présente comme “un éloge de la montée d'adrénaline”, selon Rolling Stone India. Les membres de WayV posent avec divers modes de transport rapide, qui incluent les avions, les vélos et les voitures de course. Le clip a été tourné à Kiev, en Ukraine, on peut y voir le pont inachevé Podilskyi et Sahaidachny Street. De plus, plusieurs plans ont été filmés dans un hangar, avec en arrière-plan l'avion de la compagnie ukrainienne Antonov. Lors de sa sortie, la chanson s'est placé en tête du QQ Music Popularity Chart , a pris la seconde place sur le classement hebdomadaire de la même plate-forme de téléchargement, ainsi que la 25e place sur le Billboard World Digital Song Sales,,.

## Promotion
Pour lancer la promotion de ce mini-album, WayV a tenu une conférence de presse mondiale le 9 mai et a interprété "理所当然 (Regular)" et "无翼而飞 (Take Off)". Le 18 juin, le groupe a ensuite interprété le single principal lors d'un dîner de gala des AACTA Awards à Shanghai et a été choisi comme ambassadeur de l'événement par l'organisateur en question. Ils ont par ailleurs été invité dans l'émission de divertissement chinoise Day Day Up le 23 juin et ont interprété à nouveau cette chanson.

## Succès commercial
À sa sortie, l'EP a pris la septième place du Billboard World Albums Chart et s'est classé numéro un dans le Top Album Chart d'iTunes dans 30 régions,.

## Liste des titres
| Take Off | Take Off                    | Take Off     | Take Off                                                                          | Take Off | Take Off | Take Off | Take Off | Take Off | Take Off |
| No       | Titre                       | Auteur       | Producteur(s)                                                                     | Durée    |          |          |          |          |          |
| -------- | --------------------------- | ------------ | --------------------------------------------------------------------------------- | -------- | -------- | -------- | -------- | -------- | -------- |
| 1.       | 无翼而飞 (Take Off)         | Yen Yun Nong | Mike Daley, Mitchell Owens, Wilbart "Vedo" McCoy III, Jeff Lewis                  | 3:53     |          |          |          |          |          |
| 2.       | 理所当然 (Regular)          | Yen Yun Nong | Mike Daley, Mitchell Owens, Wilbart 'Vedo' McCoy III, George Kranz, Yoo Young-jin | 3:37     |          |          |          |          |          |
| 3.       | 真实谎言 (Say It)           | Pan Yan Ting | LDN Noise, Andrew Choi, Lauren Dyson                                              | 3:15     |          |          |          |          |          |
| 4.       | 噩梦 (Come Back)            | Yen Yun Nong | Mike Daley, Mitchell Owens, Michael Jiminez, DEEZ, MZMC, Jeremy "Tay" Jasper      | 3:25     |          |          |          |          |          |
| 5.       | 爱不释手 (Let me love u)    | Wu Yi Wei    | The Stereotypes, Kameron "Kam Parker" Glasper, Joseph "220" Park (Iconic Sounds)  | 3:46     |          |          |          |          |          |
| 6.       | 梦想发射计划 (Dream Launch) | Xiaohan      | Hyuk Shin (Joombas), $ÜN (Joombas), Bae Min-soo (Joombas), Jeff Lewis             | 3:46     |          |          |          |          |          |
| 20:22    |                             |              |                                                                                   |          |          |          |          |          |          |

## Classements

### Classements hebdomadaires
| Classement                    | Meilleure position |
| ----------------------------- | ------------------ |
| US World Albums (Billboard)   | 7                  |
| French Download Albums (SNEP) | 76                 |

## Historique de sortie
| Pays         | Date        | Format                    | Label                     |
| ------------ | ----------- | ------------------------- | ------------------------- |
| Chine        | 9 mai 2019  | Téléchargement de musique | Label V                   |
| Monde entier | 9 mai 2019  | Téléchargement de musique | Label V, SM Entertainment |
| Chine        | 16 mai 2019 | CD                        | Label V                   |